# Sporadopora dichotoma
Sporadopora dichotoma är en nässeldjursart som först beskrevs av Henry Nottidge Moseley 1876.  Sporadopora dichotoma ingår i släktet Sporadopora och familjen Stylasteridae. Inga underarter finns listade i Catalogue of Life.